# 멀티볼 시스템

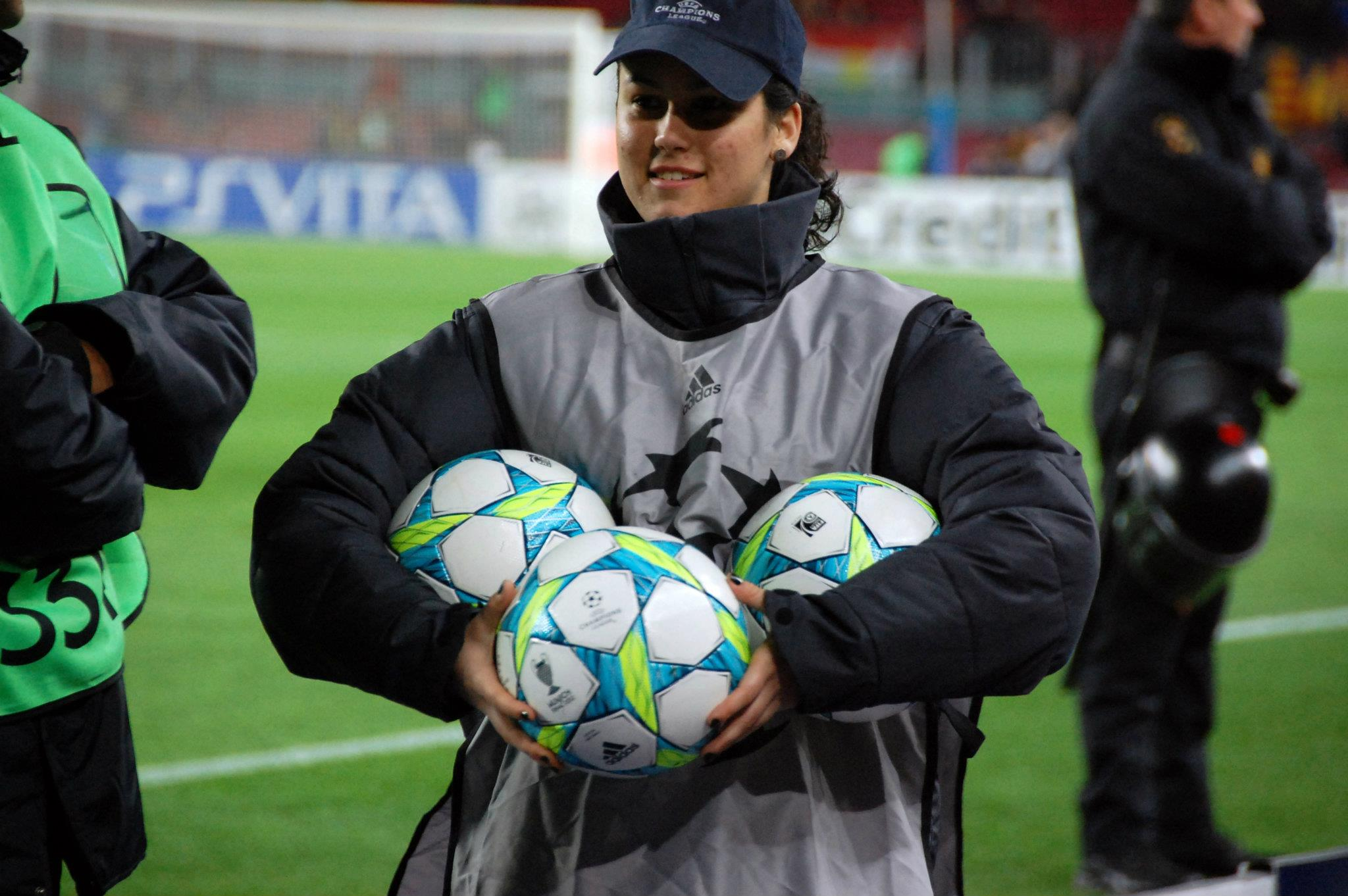

멀티볼 시스템(Multiball system)은 축구에서 원래의 경기용 공이 아웃되면 즉시 다른 공으로 경기를 재개할 수 있도록 허용한다.
전통적으로 프로 축구 경기는 단일 공을 사용하며, 공이 경기장을 벗어나면 공이 돌아올 때까지 경기가 일시 중지된다. 게임 규칙에 따르면 공이 "터지거나 결함이 있는" 경우 "심판의 권한"에 따라 공이 변경될 수 있지만 일반적으로 경기장 밖으로 쫓겨나는 경우에도 공이 교체된다. 그러나 일부 축구 리그 및 협회에서는 경기당 사용되는 매치 볼 수를 늘리기 위해 새로운 시스템을 도입했다. 멀티볼 시스템에서는 볼보이가 경기장 가장자리에서 여러 개의 매치 볼(종종 7개)을 보유한다. 하나의 공이 경기장을 벗어나면 가장 가까운 볼보이가 플레이어에게 다른 공을 놓아 경기가 즉시 재개될 수 있도록 한다. 이 시스템은 현재 UEFA 유럽 클럽 토너먼트, 국제 대회 및 FIFA 월드컵에 사용되고 있다. 잉글랜드 풋볼 리그에서는 홈팀이 시스템 사용 여부를 자유롭게 선택할 수 있지만, 경기 도중 심판이 시스템을 중단할 수 있다.